# Стеван Ковачевић
Стеван Ковачевић (Крагујевац, 9. јануара 1988) српски је фудбалер. Висок је 182 центиметра и игра у везном реду.

## Трофеји и награде
Сутјеска Никшић
- Куп Црне Горе: 2016/17.[5]